# Georges Gress
Georges Gress – francuski judoka. Brązowy medalista mistrzostw Europy w 1963, a także zdobył cztery medale w drużynie, w 1963, 1965, 1966 i 1967. Mistrz Francji w 1962 i 1967 roku.